# 姚州 (浙江)
姚州，中国唐朝时设置的州。
武德四年（621年）置，治所在余姚县（今浙江省余姚市北）。辖境相当今浙江省余姚市一带。七年（624年）废。
姚州刺史
- 徐孝轨（621年—624年）